# Daniel Soubeyran
Pour les articles homonymes, voir Soubeyran.
Henri Ovide Daniel Louis Soubeyran, né le 11 août 1875 à Dieulefit et mort le 8 février 1959 à Turin, est un rameur français.

## Biographie
Daniel Soubeyran est originaire d'une famille drômoise protestante, il est le frère de Marguerite Soubeyran, directrice d'une maison d'enfants à Dieulefit et Juste parmi les nations.
Il est membre du Club nautique de Lyon. En 1899, le « Huit » seniors du Club nautique de Lyon avec Perrin, Soubeyran, Mabire, Mauthon, Wegelin, Lumpp, A. Jambon, et Aublanc, remporte les journées nautiques de Mâcon et le Grand international des Internationales de Paris. En 1900, la même équipe s'impose lors du match Paris-Lyon (en juin). 
Daniel Soubeyran dispute avec Charles Perrin, Georges Lumpp, Émile Wegelin et un barreur inconnu l'épreuve de quatre avec barreur aux Jeux olympiques d'été de 1900 à Paris et remporte la médaille d'argent.
Il est blessé durant la Première Guerre mondiale et amputé d'un bras. Il réside de façon permanente à Turin, où il est président de l'association des anciens combattants français de la ville de 1926 à 1939, et président de la colonie française de Turin de 1946 à 1957, puis président d'honneur et du Piémont. Il est promu commandeur de la Légion d'honneur en 1957.
Il meurt à Turin en 1959.

## Décoration
- Commandeur de la Légion d'honneur (1957)[3]